# 圣马科-因拉米斯
圣马科-因拉米斯（義大利語：San Marco in Lamis），是意大利福贾省的一个市镇。总面积232.82平方公里，人口14576人，人口密度62.6人/平方公里（2009年）。ISTAT代码为071047。